# استپان دمیرچیان
استپان دمیرچیان (ارمنی: Ստեփան Կարենի Դեմիրճյան؛ زادهٔ ۷ ژوئن ۱۹۵۹) سیاست‌مدار اهل ارمنستان است. استپان پسر کارن دمیرچیان رهبر ارمنستانی دوره کمونیستی است. وی نماینده دوره‌های سوم و پنجم مجلس ملی جمهوری ارمنستان بوده‌است. استپان دمیرچیان در سال ۱۹۸۱ از دانشگاه پلی‌تکنیک ارمنستان فارغ‌التحصیل شد.